# Die with Honor
Die with Honor è il singolo di Hammer of the Gods della band heavy metal Manowar. Esso è stato pubblicato nel 2008.

## Tracce
1. Die with Honor

## Formazione
- Karl Logan - chitarra
- Joey DeMaio - basso
- Scott Columbus - batteria
- Eric Adams - voce